# Ciarán Cannon
Ciarán Cannon, irl. Ciarán Ó Canáin (ur. 19 września 1965 w Galway) – irlandzki polityk, parlamentarzysta krajowy, minister stanu, w latach 2008–2009 lider Progresywnych Demokratów.

## Życiorys
Studiował informatykę w Trinity College w Dublinie. Był dyrektorem generalnym instytucji The Irish Pilgrimage Trust, działającej na rzecz niepełnosprawnych dzieci i młodzieży. Działał także w lokalnych organizacjach skautów jako instruktor.
Zaangażował się w działalność polityczną w ramach Progresywnych Demokratów. W 2004 został wybrany na radnego hrabstwa Galway z okręgu Loughrea. W 2007 bez powodzenia kandydował do Dáil Éireann, natomiast w tym samym roku z nominacji premiera zasiadł w Seanad Éireann 23. kadencji. 17 kwietnia 2008 został nowym liderem Progresywnych Demokratów. Zrezygnował z tej funkcji 23 marca 2009, dołączając następnego dnia do Fine Gael.
Z ramienia FG w 2011, 2016 i 2020 uzyskiwał mandat deputowanego do Dáil Éireann 31., 32. i 33. kadencji. Od marca 2011 do lipca 2014 pełnił funkcję ministra stanu (poza składem gabinetu) do spraw kształcenia zawodowego. W rządzie Leo Varadkara w czerwcu 2017 objął natomiast stanowisko ministra stanu do spraw diaspory i rozwoju międzynarodowego, kończąc urzędowanie w 2022.